# ADAP Galo Maringá FC
ADAP Galo Maringá FC is een Braziliaanse voetbalclub uit de stad Maringá in de staat Paraná. De club werd opgericht op in december 2006 uit een fusie van ADAP en Grêmio Esportivo Maringá. Het team speelt zijn thuiswedstrijden in het Estádio Willie Davids, dat voorheen van Grêmio was. Grootste rivaal van ADAP Galo Maringá is Londrina Esporte Clube. De wedstrijd die de twee teams uit het noorden van Paraná tegen elkaar spelen heet ook wel de Clássico do Café, ofwel koffieklassieker, omdat de streek waar de twee clubs vandaan komen een oud koffiegebied is.

## Geschiedenis

### Galo Maringá
In 2005 werd de club Galo Maringá FC opgericht, de opvolger van Grêmio de Esportes Maringá. De naam Galo was de bijnaam van Grêmio. Verschillende lokale zakenmannen en bedrijven zaten achter dit project om de club nieuw leven in te blazen na de teloorgang van Grêmio. Met voorzichtig beleid werd geprobeerd de club aantrekkelijker te maken voor de inwoners van Maringá. In 2006 wist de club de tweede divisie van het Campeonato Paranaense te winnen, waardoor weer een plek onder de eliteclubs van Paraná werd verzekerd. Het doel was om in 2006 een goed resultaat te behalen in het Campeonato Paranaense en zo een plek in de Série C veilig te stellen. Ook kwalificatie voor de Copa do Brasil werd geambieerd.

### Fusie
Op 25 november 2006 fuseerde de club met ADAP uit de stad Campo Mourão, dat evenwel niet in de buurt van Maringá lag, tot ADAP Galo Maringá. De club behield de kleuren van Galo Maringá en bleef dus in het zwart-wit gestreepte shirt spelen. Ook het logo van Galo werd gehandhaafd, met als verschil dat het woord ADAP werd toegevoegd. De officiële oprichtingsdatum van de club is echter wel 1999, zoals die voor ADAP is. De nieuwe club speelt haar thuiswedstrijden in Maringá, maar heeft wel nog het trainingscomplex van ADAP in Campo Mourão in bezit.
De eerste wedstrijd van de fusieclub vond plaats op 14 januari 2007 in het Campeonato Paranaense, waar beide originele clubs al in uitkwamen. In het Estádio Willie Davids werd met 3-1 gewonnen van Nacional. In 2007 deed te club ook mee aan de Série C, maar werd in de eerste ronde al uitgeschakeld. In 2009 besloot de club zich terug te trekken uit de compeitite en werd ontbonden.